# 蒙泰圣皮耶特兰杰利
蒙泰圣皮耶特兰杰利（義大利語：Monte San Pietrangeli），是意大利费尔莫省的一个市镇。总面积18.28平方公里，人口2583人，人口密度141.3人/平方公里（2009年）。ISTAT代码为044048。